# Малые ГЭС Северного Кавказа
Малые гидроэлектростанции Северного Кавказа — ГЭС мощностью менее 25 МВт, расположенные в Северо-Кавказском регионе.

## Чеченская республика
В Чеченской республике эксплуатируется одна малая ГЭС, еще две находятся в стадии строительства. Разработаны проекты строительства каскада малых ГЭС на реке Аргун: МГЭС «Сателлит» (1,2 МВт), МГЭС «Гухой» — 2,1 МВт, МГЭС «Ушкалой» — 4,9 МВт, ГЭС на реке Аксай мощностью 1 МВт.
Кокадойская МГЭС
Расположена на р. Аргун, введена в эксплуатацию в 2015 году. Мощность станции составляет 1,3 МВт, в здании ГЭС установлена одна турбина SH 125.258/28g типа Crossflow. Выработка электроэнергии в 2008 году составила 7,8 млн кВт.ч. Собственник станции — ГУП «Чеченская генерирующая компания».

Башенная МГЭС
Расположена на р. Аргун, введена в эксплуатацию в 2025 году. Мощность станции составляет 10 МВт, в здании ГЭС установлены два гидроагрегата. Собственник станции — ПАО «РусГидро»
Нихалойская ГЭС
Строящаяся ГЭС на р. Аргун, ввод в эксплуатацию намечен на 2027 год. Планируемая мощность станции — 23 МВт. Собственник станции — ПАО «РусГидро».
Кировская МГЭС
По состоянию на начало 2019 года станция официально не введена в эксплуатацию, основной объем строительно-монтажных работ выполнен в 2015 году. Расположена на р. Сунжа. Мощность станции составляет 0,5 МВт, в здании ГЭС установлены две горизонтальные пропеллерные турбины.
Бамутская МГЭС
Расположена на реке Фортанга, имела среднегодовую выработку 3,5 млн кВт·ч. Находится в неработоспособном состоянии.

## Ингушетия
В Ингушетии находится Нестеровская ГЭС на реке Асса, имеющая среднегодовую выработку 13 млн.кВт·ч, в настоящее время неработоспособная.
Ачалукская ГЭС
ГЭС находится в стадии строительства, ввод был запланирован на 2008 год, но не осуществлён. Новая дата ввода неизвестна.
Расположена на 55-м километре действующего магистрального канала Алхан-Чуртской межреспубликанской оросительной системы вблизи села Нижние Ачалуки Малгобекского района. Проектная мощность, по разным источникам, 13,5 — 15 МВт, среднегодовая выработка 49,68 млн.кВт.ч. Общая стоимость строительства оценивается в 586,8 млн.руб. (в ценах 2005 года), из которых к середине 2006 года было освоено 180 млн.руб., главным образом из средств федерального бюджета. Строительство ГЭС началось во второй половине 2005 года.
Другие проекты
Возможно строительство малой ГЭС на реке Армхи, у села Ольгети, мощностью 1,5 МВт. Существуют планы по строительству каскадов малых ГЭС на реках Армхи и Асса, мощностью 27,3 МВт  (недоступная ссылка).

## Краснодарский край
В Краснодарском крае, несмотря на энергодефицитность и богатство региона гидроэнергетическими ресурсами, действует только одна малая ГЭС — Малая Краснополянская. Существуют проектные проработки строительства ещё нескольких малых ГЭС.
Малая Краснополянская ГЭС
Расположена на реке Бешенка. ГЭС принята в эксплуатацию 1 декабря 2005. Построена на месте ранее существовавшей малой ГЭС мощностью 0,5 МВт, введённой в эксплуатацию в 1947 году и позднее заброшенной. ГЭС построена по деривационной схеме и является высоконапорной. Напорных сооружений, водохранилищ и бассейнов регулирования ГЭС не имеет.
Состав сооружений ГЭС:
- головной узел с водозабором;
- напорный трубопровод длиной более 2 км;
- здание ГЭС;
- отводящий трубопровод.

Мощность ГЭС — 1,5 МВт, среднегодовая выработка — 8 (с учётом дополнительной выработки на Краснополянской ГЭС — 13) млн.кВт·ч. В здании ГЭС установлен один ковшовый гидроагрегат К-200/685-Г2-114 производства «Силовых машин», работающий на расчётном напоре 180 м. ГЭС предназначена для обеспечения надежного энергоснабжения курорта Красная поляна. Отработавшая на ГЭС вода перебрасывается в трубопровод Краснополянской ГЭС на реке Мзымта, увеличивая её выработку. ГЭС работает в полностью автоматическом режиме.
Общая стоимость проекта МГЭС на реке Бешенка составила более 60 млн рублей. Строительство станции началось в 1991 году и велось за счёт средств ОАО «Кубаньэнерго» по проекту московского института «Гидропроект». В настоящее время ГЭС организационно входит в состав Краснополянской ГЭС ООО «Лукойл-Экоэнерго» как пятый гидроагрегат станции. Долгое время Малая Краснополянская ГЭС не работала, вновь введена в эксплуатацию в 2020 году.
Перспективные малые ГЭС
В Краснодарском крае возможно строительство каскадов малых ГЭС на реках Мзымта, Чвежипсе, Шахе, Лаура с установленной мощностью всего комплекса ГЭС — 44 МВт и годовой выработкой электрической энергии в объёме 245 млн.кВт·ч.

## Адыгея
В Адыгее действуют 2 малые ГЭС — Майкопская, мощностью 9,4 МВт, и Майкопская малая ГЭС мощностью 0,4 МВт (введена в работу в 1999 году), расположенная на головном узле Майкопской ГЭС. Также в 1994 году была введена в эксплуатацию микро-ГЭС мощностью 50 кВт (5 агрегатов) на питьевом водоводе г. Майкоп.
Планируется создание каскада из 3 малых ГЭС на реке Белой, первоочередной из которых является Даховская (Таховская) ГЭС мощностью 2,1-3 МВт, среднегодовой выработкой 12 млн.кВт·ч. Также в состав каскада входят Хамышкинская (22 МВт) и Гузерипльская (14 МВт) ГЭС  (недоступная ссылка). Возможно также строительство малых ГЭС на реке Курджипсе.

## Ставропольский край
В Ставропольском крае работает несколько малых гидроэлектростанций — Свистухинская ГЭС, Сенгилевская ГЭС, Егорлыкская ГЭС-2, Барсучковская МГЭС, Новотроицкая ГЭС, Орловская ГЭС, Ессентукская ГЭС, а также находятся ныне не функционирующие Горячеводская ГЭС и ГЭС «Белый Уголь». Ведется строительство Просянской и Горько-Балковской ГЭС.

### Орловская ГЭС
Расположена у села Орловка Кировского района. Введена в эксплуатацию в 1954 году. Мощность — 2,4 МВт, среднегодовая выработка — около 0,97 млн кВт.ч. В здании ГЭС смонтированы три гидроагрегата с турбинами Ф-82-84 и генераторами ГС 170/44*14. Также в состав станции входят головное сооружение и три напорных металлических трубопровода диаметром 1,3 м длиной 78 м. Собственник — ПАО «МРСК Северного Кавказа».

### Ессентукская ГЭС
Расположена в г. Ессентуки на реке Подкумок. Введена в эксплуатацию в 1954 году. Построена по деривационной схеме. Мощность — 0,4 МВт, среднегодовая выработка — около 0,48 млн кВт.ч. В здании ГЭС смонтированы два гидроагрегата с турбинами РО 22/300 ГФ-84 и генераторами ГС-213-11-20. В состав сооружений станции входят деривационный канал с ограждающими дамбами и напорные металлические трубопроводы . Собственник — ПАО «МРСК Северного Кавказа».

### Горячеводская ГЭС
Построена в начале 1950-х годов, в 1991 году выведена из эксплуатации в связи с разрушением головного сооружения. Мощность станции — 0,16 МВт, один гидроагрегат. Собственник — ПАО «МРСК Северного Кавказа».

### Перспективные малые ГЭС
ПАО «РусГидро» вело проектные работы по Сенгилеевской, Егорлыкской-3, Ставропольской и Бекешевской малым ГЭС. В Ставропольском крае рассматривалось около 30 площадок, на которых возможно строительство новых малых ГЭС либо реконструкция или восстановление существующих.

## Ростовская область
В Ростовской области возможно строительство малой Веселовской ГЭС. ГЭС пристраивается к существующему с 1941 года Веселовскому гидроузлу на реке Маныч, на месте существовавшей в 1949—1972 ГЭС. Мощность ГЭС — 2,5 МВт (по другим данным — 3,5 МВт). Среднегодовая выработка — 21 млн.кВт·ч. Стоимость строительства ГЭС в 2002 — 97 млн руб.